# Гражулис, Андрейс
А́ндрейс Гра́жулис (латыш. Andrejs Gražulis; род. 21 июля 1993, Кокнесе, Латвия) — латвийский профессиональный баскетболист, играющий на позиции тяжёлого форварда. 

## Карьера
Андрейс начал профессиональную карьеру в 2009 году, когда в возрасте 16 лет присоединился к молодёжной команде «Вентспилс». В 2012 году дебютировал за основной состав команды, в которой провёл впоследствии 5 сезонов.
В июле 2017 года подписал 1-летний контракт с «Парма». В Единой лиге ВТБ Андрейс набирал 6,8 очка и 4,0 подбора в среднем за игру.
В июле 2018 года Гражулис перешёл в ВЭФ.
В сезоне 2019/2020 Гражулис выступал за «Дертону» в итальянской Серии А2 и набирал в среднем 16,8 очка и 8,3 подбора.
В июне 2020 года Гражулис стал игроком «Триеста».

## Сборная Латвии
В июле 2013 года Гражулис в составе сборной Латвии (до 20 лет) завоевал серебряные медали чемпионата Европы. Андрейс внёс весомый вклад в полуфинальную победу над сборной Испании.
В 2017 году получил свой первый вызов в национальную сборную Латвии. В этом же году получил право представлять её на Евробаскете-2017, где команда дошла до 1/4 финала, уступив будущим чемпионам — сборной Словении. Сам Гражулис выходил на паркет в 6 матчах (2 раза в стартовом составе) из 7 проведённых латышами, и набирал в среднем 1,7 очка, 0,3 передачи и 0,7 подбора.

## Достижения
- Серебряный призёр чемпионата Европы (до 20 лет): 2013